# Cò quăm đuôi nhọn
Cò quăm đuôi nhọn, tên khoa học Cercibis oxycerca, là một loài chim trong họ Threskiornithidae. Chúng là loài duy nhất của chi Cercibis, phân bố ở Brasil, Colombia, Guyana, Suriname, và Venezuela